# Buyda phthisica
Buyda phthisica is een insect uit de familie van de Mantispidae, die tot de orde netvleugeligen (Neuroptera) behoort. 
Buyda phthisica is voor het eerst wetenschappelijk beschreven door Gerstäcker in 1885.